# Trophée des Légendes 2012
Le Trophée des Légendes 2012, est la quinzième édition du Trophée des Légendes, organisé durant la deuxième semaine des internationaux de France de tennis 2012 par la Fédération française de tennis. Il se déroule du 5 au 10 juin 2012 dans le Stade Roland-Garros.
Albert Costa et Carlos Moyà remportent la compétition messieurs en moins de 45 ans.
John et Patrick McEnroe remportent la compétition en plus de 45 ans.
Lindsay Davenport et Martina Hingis, tenantes du titre, remportent la compétition dames.

## Présentation du tournoi
L'édition 2012 du Trophée des Légendes se compose de trois compétitions distinctes: une épreuve de double messieurs de moins de 45 ans, une épreuve de double messieurs de plus de 45 ans et une épreuve de double dames. Chacune de ces compétitions réunit six équipes de deux joueurs (soit 12 joueurs par épreuve), répartis en deux poules. Chaque compétition se compose donc de six matchs de poule, plus une finale entre les premiers de chaque poule.

### Règles spécifiques
La règle du « No-ad » s'applique, ce qui signifie qu'il n'y pas d'avantage en cas d'égalité à 40-40, mais un point décisif. Comme pour tout match en double, si au terme des deux sets les joueurs sont à égalité (un set partout), on procède à un « super tie break » en dix points.

## Double messieurs de moins de 45 ans

### Poule A
| N° | Équipe                          | Points | Sets | Jeux |
| -- | ------------------------------- | ------ | ---- | ---- |
| A1 | Goran Ivanišević Michael Stich  | 2      | -3   | -7   |
| A2 | Sergi Bruguera Richard Krajicek | 3      | 1    | 4    |
| A3 | Thomas Enqvist Todd Woodbridge  | 4      | 2    | 3    |

Rencontres
| Goran Ivanišević Michael Stich  | 3 | 4 |  |
| Sergi Bruguera Richard Krajicek | 6 | 6 |  |

| Goran Ivanišević Michael Stich | 6 | 2 | 012 |
| Thomas Enqvist Todd Woodbridge | 3 | 6 | 114 |

| Sergi Bruguera Richard Krajicek | 6 | 3 | 05  |
| Thomas Enqvist Todd Woodbridge  | 3 | 6 | 110 |

### Poule B
| N° | Équipe                              | Points | Sets | Jeux |
| -- | ----------------------------------- | ------ | ---- | ---- |
| B1 | Ievgueni Kafelnikov Andreï Medvedev | 2      | -2   | -5   |
| B2 | Cédric Pioline Fabrice Santoro      | 3      | 0    | 2    |
| B3 | Albert Costa Carlos Moyà            | 4      | 2    | 3    |

Rencontres
| Ievgueni Kafelnikov Andreï Medvedev | 1 | 6 | 06  |
| Albert Costa Carlos Moyà            | 6 | 4 | 110 |

| Ievgueni Kafelnikov Andreï Medvedev | 5 | 6 | 05  |
| Cédric Pioline Fabrice Santoro      | 7 | 4 | 110 |

| Cédric Pioline Fabrice Santoro | 61 | 6 | 05  |
| Albert Costa Carlos Moyà       | 7  | 3 | 110 |

### Finale
| Thomas Enqvist Todd Woodbridge | 2 | 1 |  |
| Albert Costa Carlos Moyà       | 6 | 6 |  |

## Double messieurs de plus de 45 ans

### Poule C
| N° | Équipe                        | Points | Sets | Jeux |
| -- | ----------------------------- | ------ | ---- | ---- |
| C1 | Guy Forget Henri Leconte      | 4      | 4    | 9    |
| C2 | Peter McNamara Mark Woodforde | 3      | -1   | -1   |
| C3 | Mansour Bahrami Thomas Muster | 2      | -3   | -8   |

Rencontres
| Guy Forget Henri Leconte      | 6 | 6 |  |
| Mansour Bahrami Thomas Muster | 3 | 4 |  |

| Guy Forget Henri Leconte      | 7 | 6 |  |
| Peter McNamara Mark Woodforde | 5 | 4 |  |

| Peter McNamara Mark Woodforde | 5 | 6 | 110 |
| Mansour Bahrami Thomas Muster | 7 | 2 | 05  |

### Poule D

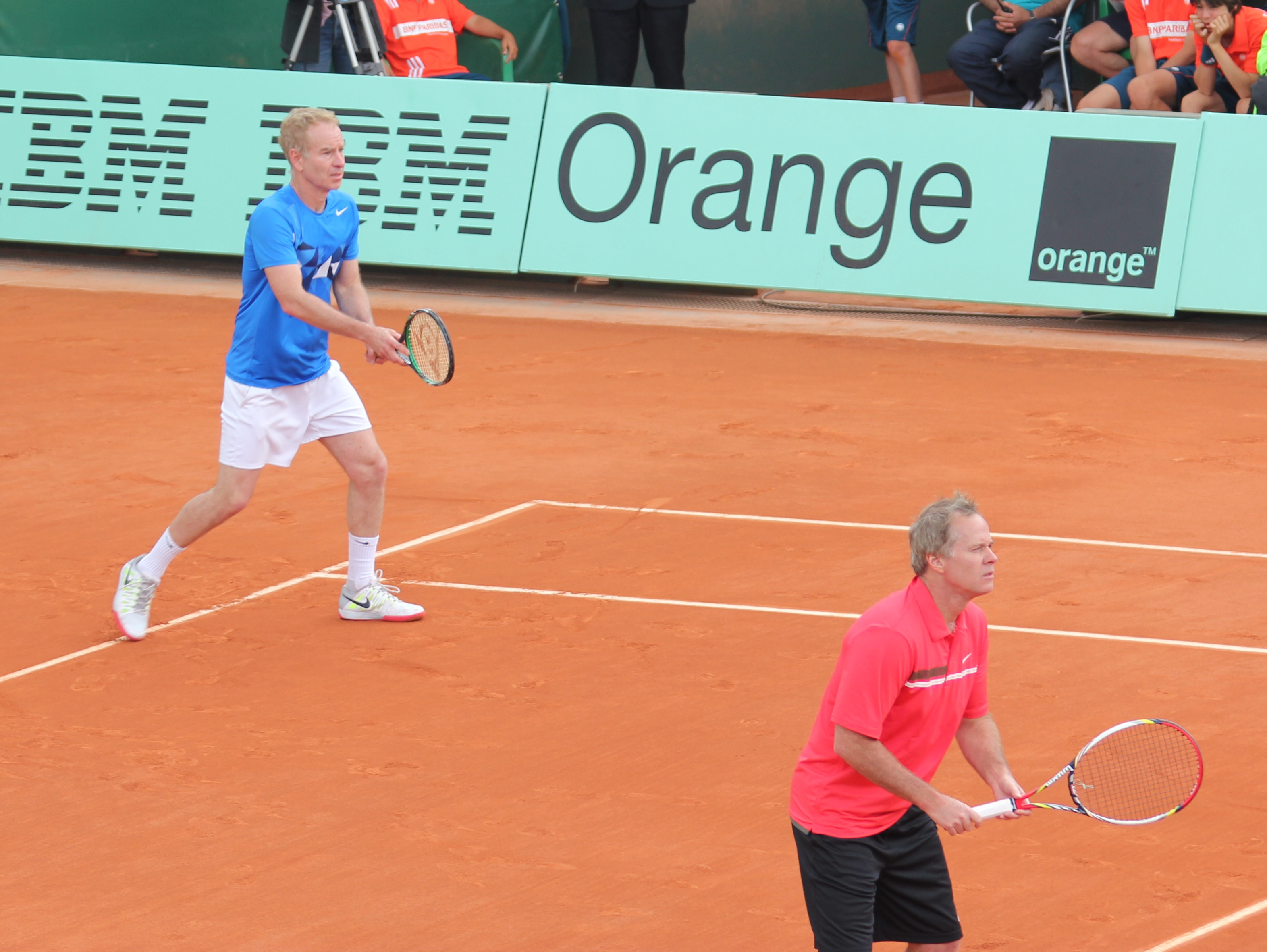
John McEnroe et Patrick McEnroe, futurs vainqueurs, lors du premier match de la poule D

| N° | Équipe                        | Points | Sets | Jeux |
| -- | ----------------------------- | ------ | ---- | ---- |
| D1 | Andrés Gómez Emilio Sánchez   | 2      | -4   | -17  |
| D2 | Mikael Pernfors Mats Wilander | 3      | 1    | 5    |
| D3 | John McEnroe Patrick McEnroe  | 4      | 3    | 12   |

Rencontres
| Andrés Gómez Emilio Sánchez  | 2 | 2 |  |
| John McEnroe Patrick McEnroe | 6 | 6 |  |

| Andrés Gómez Emilio Sánchez   | 1 | 2 |  |
| Mikael Pernfors Mats Wilander | 6 | 6 |  |

| Mikael Pernfors Mats Wilander | 7  | 2 | 05  |
| John McEnroe Patrick McEnroe  | 65 | 6 | 110 |

### Finale
| Guy Forget Henri Leconte     | 65 | 3 |  |
| John McEnroe Patrick McEnroe | 7  | 6 |  |

## Double dames

### Poule E
| N° | Équipe                           | Points | Sets | Jeux |
| -- | -------------------------------- | ------ | ---- | ---- |
| E1 | Iva Majoli Conchita Martínez     | 2      | -3   | -8   |
| E2 | Lindsay Davenport Martina Hingis | 4      | 4    | 12   |
| E3 | Anke Huber Barbara Schett        | 1      | -1   | -4   |

Rencontres
| Iva Majoli Conchita Martínez     | 1 | 4 |  |
| Lindsay Davenport Martina Hingis | 6 | 6 |  |

| Iva Majoli Conchita Martínez | 3 | 6 | 06  |
| Anke Huber Barbara Schett    | 6 | 3 | 110 |

| Anke Huber Barbara Schett        | 4 | 3 |  |
| Lindsay Davenport Martina Hingis | 6 | 6 |  |

### Poule F
| N° | Équipe                           | Points | Sets | Jeux |
| -- | -------------------------------- | ------ | ---- | ---- |
| F1 | Martina Navrátilová Jana Novotná | 4      | 3    | 8    |
| F2 | Gigi Fernández Natasha Zvereva   | 2      | -3   | -8   |
| F3 | Nathalie Tauziat Sandrine Testud | 3      | 0    | 0    |

Rencontres
| Martina Navrátilová Jana Novotná | 6 | 6 |  |
| Gigi Fernández Natasha Zvereva   | 2 | 2 |  |

| Martina Navrátilová Jana Novotná | 6 | 2 | 110 |
| Nathalie Tauziat Sandrine Testud | 3 | 6 | 07  |

| Nathalie Tauziat Sandrine Testud | 7 | 3 | 110 |
| Gigi Fernández Natasha Zvereva   | 5 | 6 | 07  |

### Finale
| Lindsay Davenport Martina Hingis | 6 | 6 |  |
| Martina Navrátilová Jana Novotná | 4 | 4 |  |